# Dodge Hornet (2023)
La Dodge Hornet è un'autovettura prodotta dalla casa automobilistica statunitense Dodge dal 2023.
Si tratta di un rebadging dell'Alfa Romeo Tonale, infatti è prodotta nello stabilimento di Pomigliano d'Arco.

## Descrizione e storia

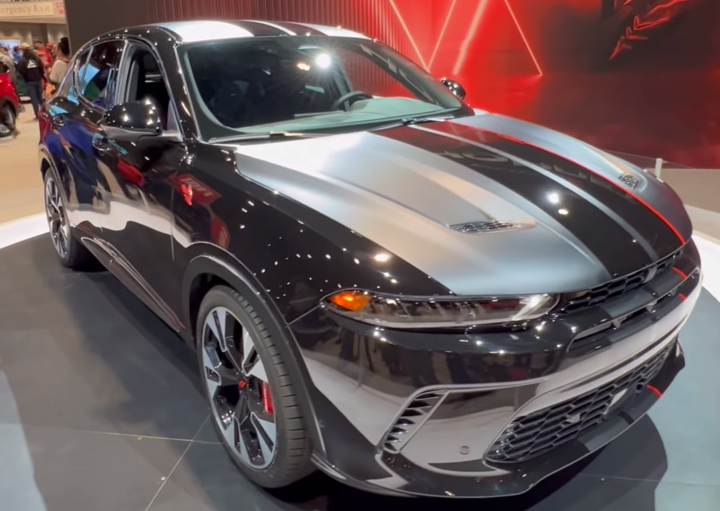
Hornet GLH

Il nome dell'auto tradotto dalla lingua inglese significa "calabrone". Si tratta della prima Dodge con motore ibrido plug-in, nonché del primo Crossover SUV compatto della casa statunitense e della prima Dodge prodotta in Europa e in Italia. 
La Hornet è stata presentata nell'agosto 2022, venendo venduta da gennaio 2023 esclusivamente in Nord America.
Il veicolo viene classificato sul mercato nordamericano come modello entry-level del marchio Dodge ed è stato sviluppato dal gruppo Stellantis. Tecnicamente riprende alcuni elementi dall'Alfa Romeo Tonale che, a differenza della Hornet, viene commercializzata anche in Europa. Entrambi i veicoli sono prodotti nello stabilimento italiano di Pomigliano d'Arco.
Il SUV è alimentato da due motorizzazioni: una a benzina da due litri con 200 kW (272 CV) e una ibrida con una potenza totale di 215 kW (292 CV). L'Hornet è disponibile solo con la trazione integrale, ottenuta mediante un classico albero di trasmissione e differenziale autobloccante Haldex sulla motorizzazione da 2,0 litri, mentre sulla ibrida con un motore elettrico posto sull'asse posteriore senza l'ausilio di collegamenti meccanici con il motore endotermico. Rispetto alla Tonale inoltre, l'Hornet ha ricevuto alcune modifiche per adattarsi alle specifiche normative del mercato statunitense come un nuovo frontale, con inediti fanali a LED e luci posteriori. Vengono offerti due allestimenti che sono Hornet R/T (la versione ibrido plug-in) e l'Hornet GT (endotermica). Questi sono alimentati rispettivamente da un motore ibrido plug-in a benzina da 1,3 litri FireFly e da un motore turbo a benzina GME da 2,0 litri chiamato "Hurricane4". Successivamente è stata presentata la variante Hornet GLH, prototipo di una versione più sportiva.

## Riepilogo versioni
|                            | GT                                     | R/T PHEV                          |
| Produzione                 | dal 01/2023                            | dal 2023                          |
| Motore                     |                                        |                                   |
| Tipologia                  | Motore a benzina a 4 cilindri in linea | Motore benzina + motore elettrico |
| Sovralimentazione          | turbocompressore                       | turbocompressore                  |
| Cilindrata                 | 1995 cm³                               | 1332 cm³                          |
| Potenza (endotermico)      | 200 kW (272 CV)                        | 132 kW (180 CV)                   |
| Motore elettrico           | —                                      | 90 kW (122 CV)                    |
| Potenza totale             | —                                      | 215 kW (292 CV)                   |
| Coppia                     | 400 Nm                                 | 270 Nm                            |
| Motore elettrico           | —                                      | 249 Nm                            |
| Totale                     | —                                      | 519 Nm                            |
| Trasmissione               |                                        |                                   |
| Trazione                   | Integrale                              | Integrale                         |
| Cambio                     | automatico a 9 marce                   | automatico a 6 marce              |
| Prestazioni                |                                        |                                   |
| Velocità massima           | 225 km/h                               | 206 km/h                          |
| Accelerazione (0-100 km/h) | 6,5 secondi                            | 6.1 secondi                       |
| Peso a vuoto               | 1600 kg                                | 1875 kg                           |
| Serbatoio                  | 51 litri                               | 42 litri                          |